# Viljandi järv
Viljandské jezero (též Vilínské jezero, estonsky Viljandi järv) je jezero rozkládající se na okraji estonského města Viljandi. Délka jezera je 4,33 km, největší šířka 435 m, ovšem uprostřed se jezero zužuje na cca 120 m. Celková plocha činí 158 ha, největší hloubka 11 m. Hladina se nachází v průměrné nadmořské výšce 42,35 m n. m., tato hodnota však v průběhu času kolísá mezi 42,02 a 43,58 m.

## Pobřeží, dno
Je to typické údolní jezero — je dlouhé, úzké a poměrně hluboké, jeho břehy jsou vysoké a příkré.
Údolí jezera je ledovcového původu. Dno údolí je tvořeno rašelinami, pískovci a jílovci, svahy jsou částečně morénové a částečně z devonských pískovců. Břehy jezera se zvedají do výšky až 30 m, jezero je při březích bažinaté a porostlé rákosem a orobincem.

## Vodní režim
Povodí jezera má rozlohu 73 km². Do severní části jezera se vlévá Kösti oja, do střední Valuoja. Z jezera vytéká Raudna jõgi, která teče do Navesti jõgi a přes Pärnu jõgi do Rižského zálivu. Dnes je hranice povodí Vireckého jezera přibližně 200 m východně od Viljandského jezera. Rovněž výtok Raudnou se zmenšil natolik, že řeka na většině svého toku není splavná ani na kanoi. Průměrný průtok jezera činí 0,4 m³/s a v průběhu roku se příliš nemění. Jezero zamrzá v průměru na 145 dní ročně.

## Historie
Po svém vzniku na konci doby ledové mělo jezero ještě druhý odtok východním směrem — Tänassilma jõgi, která spolu s výše zmíněnými řekami tvořila splavnou cestu z Pernova do Vireckého jezera a Emou dále do Čudského jezera. Tento východní výtok se v průběhu času stále zmenšoval. Ještě ze začátku 19. století je doloženo svědectví, že za vyššího stavu vody odtéká voda z Viljandského jezera do Vireckého.